# Jardín Botánico de Humedales de Hakone
El Jardín Botánico de Humedales de Hakone en japonés: 箱根湿生花園 (Hakone Shisseikaen), es un jardín botánico de unas 20 hectáreas de extensión, que se encuentra en el interior del Parque nacional de Fuji-Hakone-Izu próximo a la ciudad de Hakone, Japón. 
El código de reconocimiento internacional del "Hakone Shisseikaen" como institución botánica (en el Botanical Gardens Conservation International BGCI), así como las siglas de su herbario es HAKO. 

## Localización y horario
Este jardín botánico se encuentra ubicado dentro del "Parque nacional de Fuji-Hakone-Izu"
箱根湿生花園 (Hakone Shisseikaen), 817 Sengokuhara, Hakone, pref. Kanagawa 250-0631 Japón
Planos y vistas satelitales.35°15′58.23″N 139°00′25.48″E / 35.2661750, 139.0070778
Abren diariamente en los meses cálidos del año y hay que pagar una tarifa de entrada. 

## Historia
El jardín botánico fue creado en 1976, 

## Colecciones

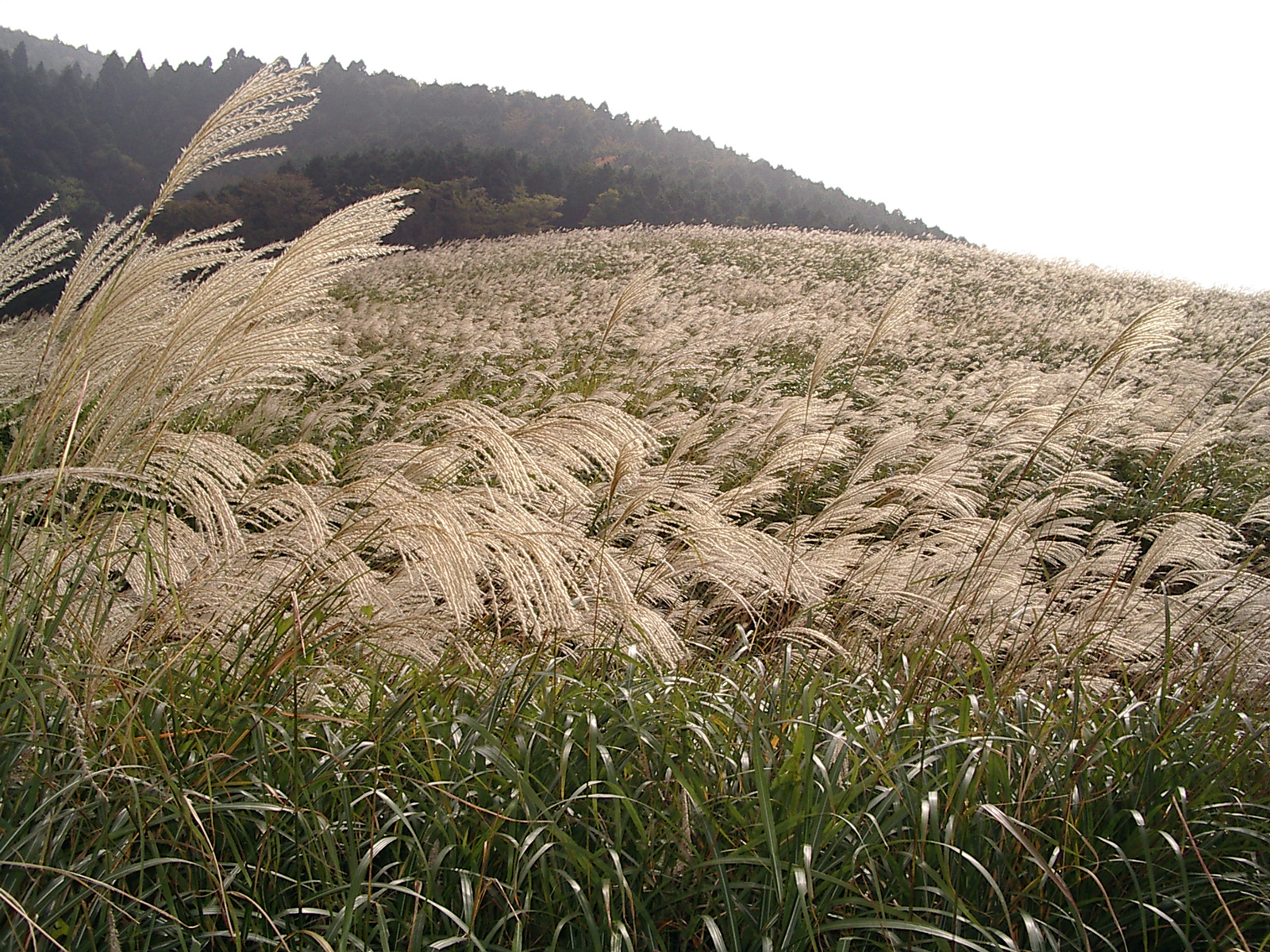
Miscanthus sinensis, "susuki", planta que se encuentra abundantemente en los humedales de Hakone.

El jardín botánico contiene actualmente unas 1700 especies de plantas arboladas y herbáceas de lo humedales de Japón,.
Las colecciones más notables incluyen: 
- Habenaria,
- Hemerocallis,
- Lilium,
- Lysichiton,
- Primula,
- Alpinum con unas 1300 variedades (120 especies) de plantas alpinas.
- Arboretum de árboles caducifolios como Acer, Cornus, y Quercus.